# S.P. The GOAT: Ghost of All Time
S.P. The GOAT: Ghost of All Time è l'undicesimo album del rapper statunitense Styles P, pubblicato nel 2019 da Empire Distribution. Partecipano Jadakiss, Sheek Louch e Lil' Fame.
| Recensione | Giudizio |
| ---------- | -------- |
| HipHopDX   |          |

## Tracce
1. Push The Line (feat. Sheek Louch & Whispers)
2. So Much To Say
3. Give N Take
4. Deadman (feat. Jadakiss & Nino Man)
5. Raw Dreams
6. Filthy (feat. D Block Europe)
7. The Professionals (feat. Lil' Fame)
8. What's Up Boy (feat. Nino Man)
9. Change (feat. Cris Streetz)
10. Out In The Jungle
11. Really Us
12. I Ain't Shit

## Classifiche settimanali
| Classifica (2019)     | Posizione massima |
| --------------------- | ----------------- |
| US Digital Albums     | 16                |
| US Independent Albums | 14                |